# Fracción Ahuehueyo
Fracción Ahuehueyo är en ort i Mexiko.   Den ligger i kommunen Axtla de Terrazas och delstaten San Luis Potosí, i den centrala delen av landet, 230 km norr om huvudstaden Mexico City. Fracción Ahuehueyo ligger 106 meter över havet och antalet invånare är 168.
Terrängen runt Fracción Ahuehueyo är kuperad åt sydväst, men åt nordost är den platt. Runt Fracción Ahuehueyo är det ganska tätbefolkat, med 100 invånare per kvadratkilometer. Närmaste större samhälle är Tampacan, 18,2 km öster om Fracción Ahuehueyo. I omgivningarna runt Fracción Ahuehueyo växer huvudsakligen savannskog.